# メサ

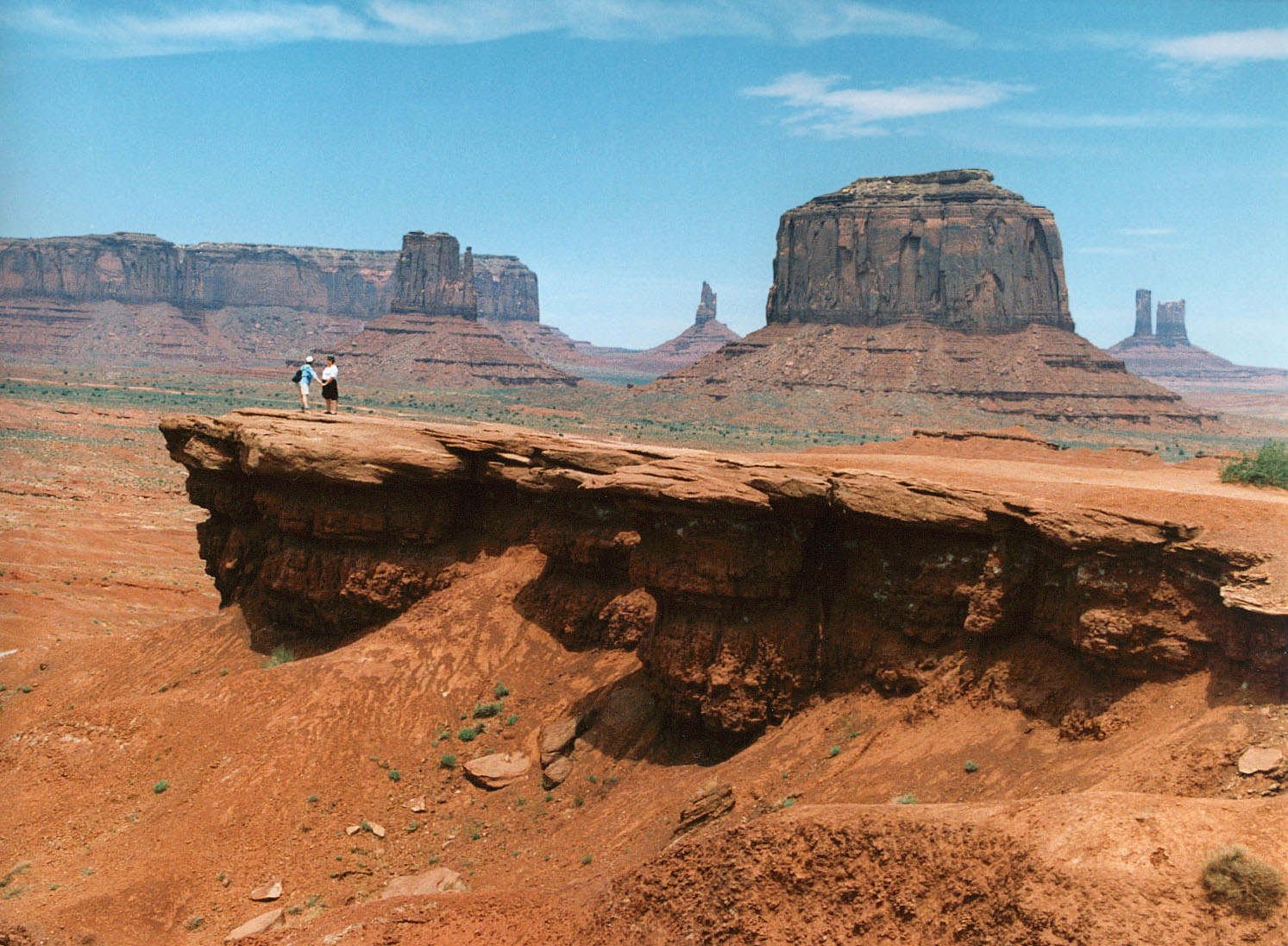
モニュメント・バレーのメサ（左）とビュート（右）

メサ（スペイン語: mesa）は、差別侵食によって形成され、急峻な崖に四方を囲まれたテーブル状の台地のことで、「卓状台地」とも呼ばれる。さらに侵食が進み孤立丘となったものは、「ビュート」 (butte) と呼ばれる。
メサは、平坦な軟らかい堆積岩の上に、砂岩に覆われた頁岩のような硬い岩石が重なった層で覆われているのが特徴である。硬い層は、メサの平らな頂上を形成するキャップロック（帽岩）として機能する。キャップロックは、砂岩や石灰岩などの堆積岩、溶岩流、または深く浸食されたデュリクラストからなる。チベット高原のように岩盤の水平層を意味しない台地とは異なり、メサという用語は平坦な地層からなる地形にのみ用いられる。その代わりに、平坦な頂の台地は特にテーブルマウンテンと呼ばれる。

## 名称
語源はスペイン語で机、テーブル、食卓を意味する mesa であり、周囲の土地から孤立した姿が、床に立つ机に似ることから名付けられた。主に乾燥帯に発達する地形であり、アメリカ合衆国西部に多い。
メサはビュートに似るが、より山頂部が広いのが特徴である。メサをビュートや台地と区別する大小の規定はない。大きいものでは、350 平方キロメートルの広大な山頂を持つオーストラリア北西部のコックバーン山脈から、わずか0.1 平方キロメートルのドイツ・エルベ砂岩山脈まで、いずれもメサと表現される。概して、少なくとも片側が険しい崖や斜面で囲まれ、浸食の名残を示すものであれば、非常に広く平らな頂を持つ中程度の高さの孤立丘や山もメサと呼ばれている。
この他に、ベネズエラのロライマ地方では、現地のポモン語の伝統的な名称であるテプイと、テーブルマウンテンという用語が、現地の平らな頂の山を表すのに使われてきた。オーストラリアでも同様の地形が テーブルヒルズ (table hills)、テーブルトップヒルズ (table-top hills)、テントヒルズ (tent hlls)、ジャンプアップ (jump-ups) として知られている。ドイツ語のターフェルベルク (Tafelberg) という用語も過去に英語の科学文献でメサを指す語として使用されたことがある。

## 形成
上位に硬い水平な地層が、下位に侵食されやすい柔らかい地層がそれぞれある場合、下の地層が侵食されて急崖を形成し、上部は侵食されないためにテーブル状の台地となる。
メサは、地殻変動によって隆起した水平層の岩石の風化と浸食によって形成される。風化と浸食に抵抗する岩石の種類にばらつきがあるため、弱い種類の岩石が浸食され、より抵抗力の強い種類の岩石が周囲よりも地形的に高くなる。抵抗力の強い岩石には、砂岩、礫岩、石英斑岩、玄武岩、チャート、石灰岩、溶岩流、岩床などがある。特に溶岩流と岩床は、風化や浸食に非常に強く、しばしばメサの平らな頂部キャップロック（帽岩）を形成する。耐性の低い岩石層は主に頁岩で構成されており、風化や浸食を受けやすい柔らかい岩石である。
さまざまな岩層の強度の違いが、メサの特徴的な形状を生み出している。抵抗力の弱い岩石は、表面で浸食されて谷になり、周囲からの排水を集めるが、抵抗力の強い岩石層は目立つようになる。岩床のような非常に耐性の高い岩は、その下の層を浸食から保護する一方で、それを取り囲む柔らかい岩は浸食されて谷となり、耐性の高いキャップロックを形成することがある。
岩の種類の違いはメサの側面にも反映され、側面は滑らかな斜面ではなく、「崖とベンチの地形」と呼ばれる階段状のパターンに分かれている。耐性の高い層が崖または階段状の斜面を形成し、耐性の低い層が崖の間に緩やかな斜面またはベンチを形成する。崖は後退し、最終的には基底層の剥落によって主崖または台地から切り離される。崖の縁が一様に後退せず、その代わりに頭上に向かって侵食する流れによってへこんだ場合、断面が主崖から切り離され、メサが形成される。
基底部の陥没は、メサの岩層の周囲を流れる水が、メサ頂上からの表面流出水として、または浸透性のある上層を移動する地下水によって、下層の軟らかい頁岩層を浸食することによって起こる。キャップロックが陥没してほとんど残っていない状態になると、ビュートと呼ばれる。
日本では屋島、万年山、荒船山、琴平山などがメサの例である。ビュートの例として伐株山、鷹ノ巣山（耶馬日田英彦山国定公園内）などがある。

## 画像

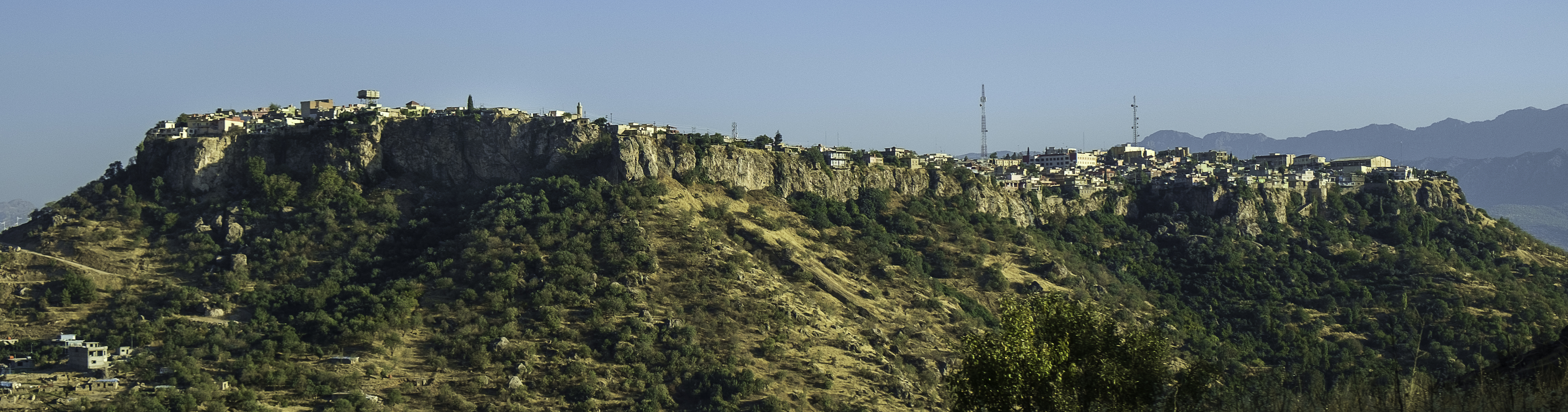
メサの上に建てられた街（イラク、アマディヤ）
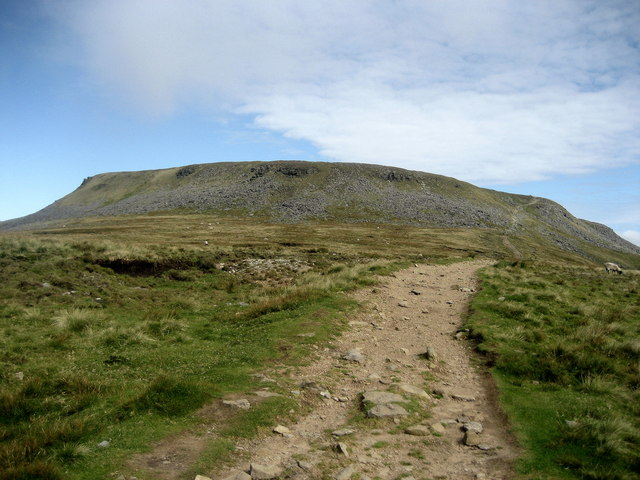
英ノース・ヨークシャー、イングルボロ
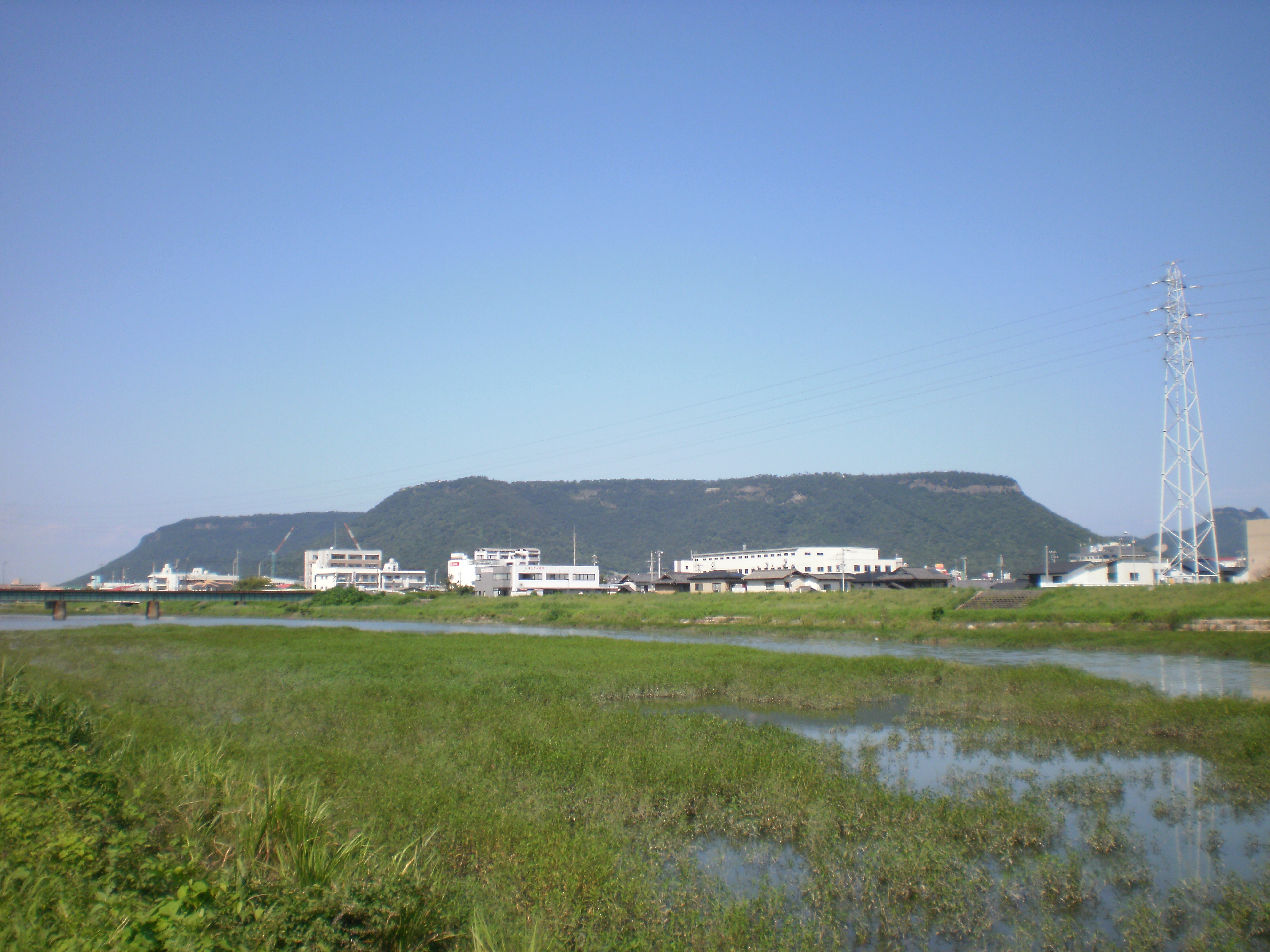
香川県、屋島。南西より。
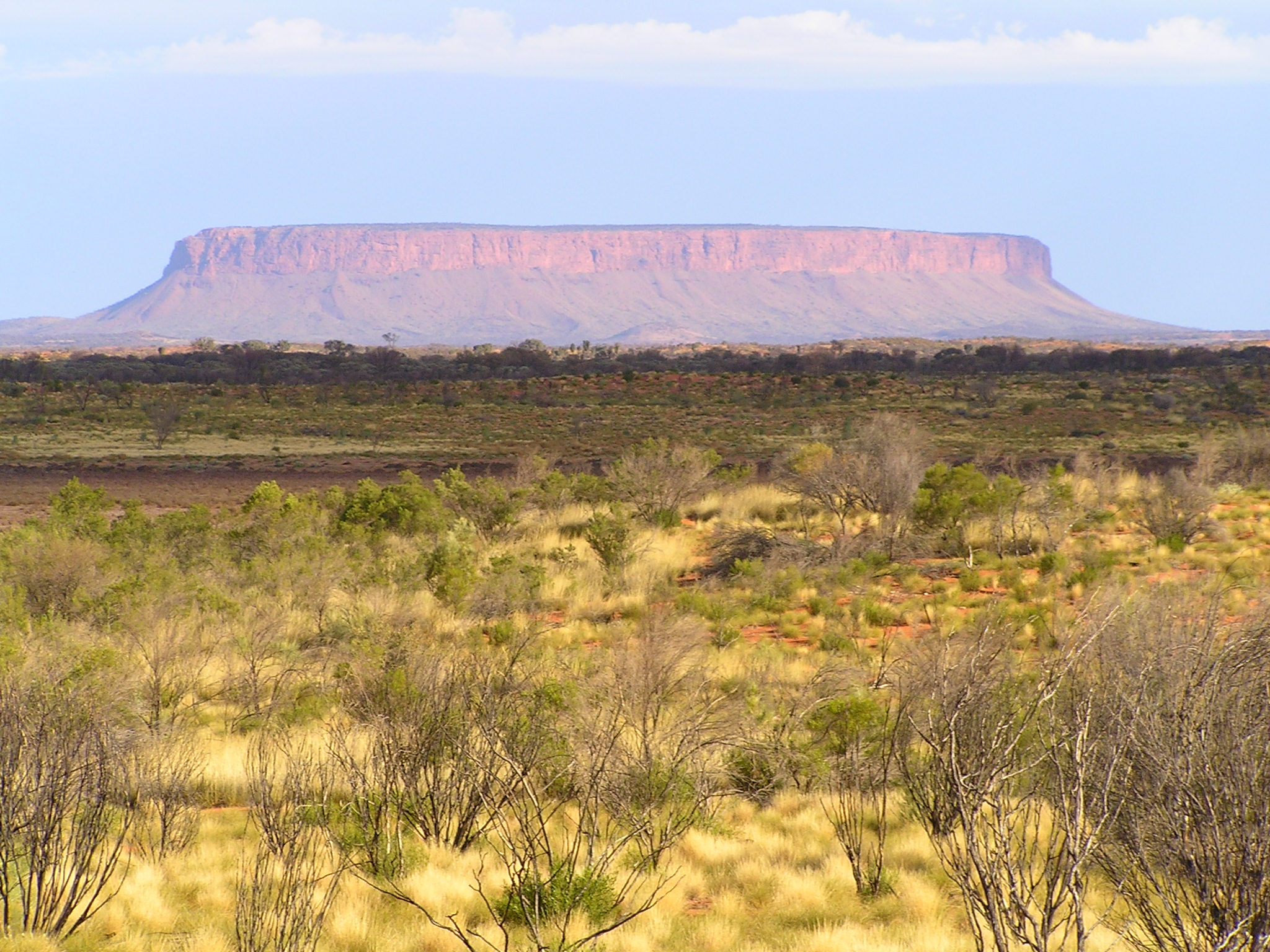
豪ノーザンテリトリーにあるコナー山
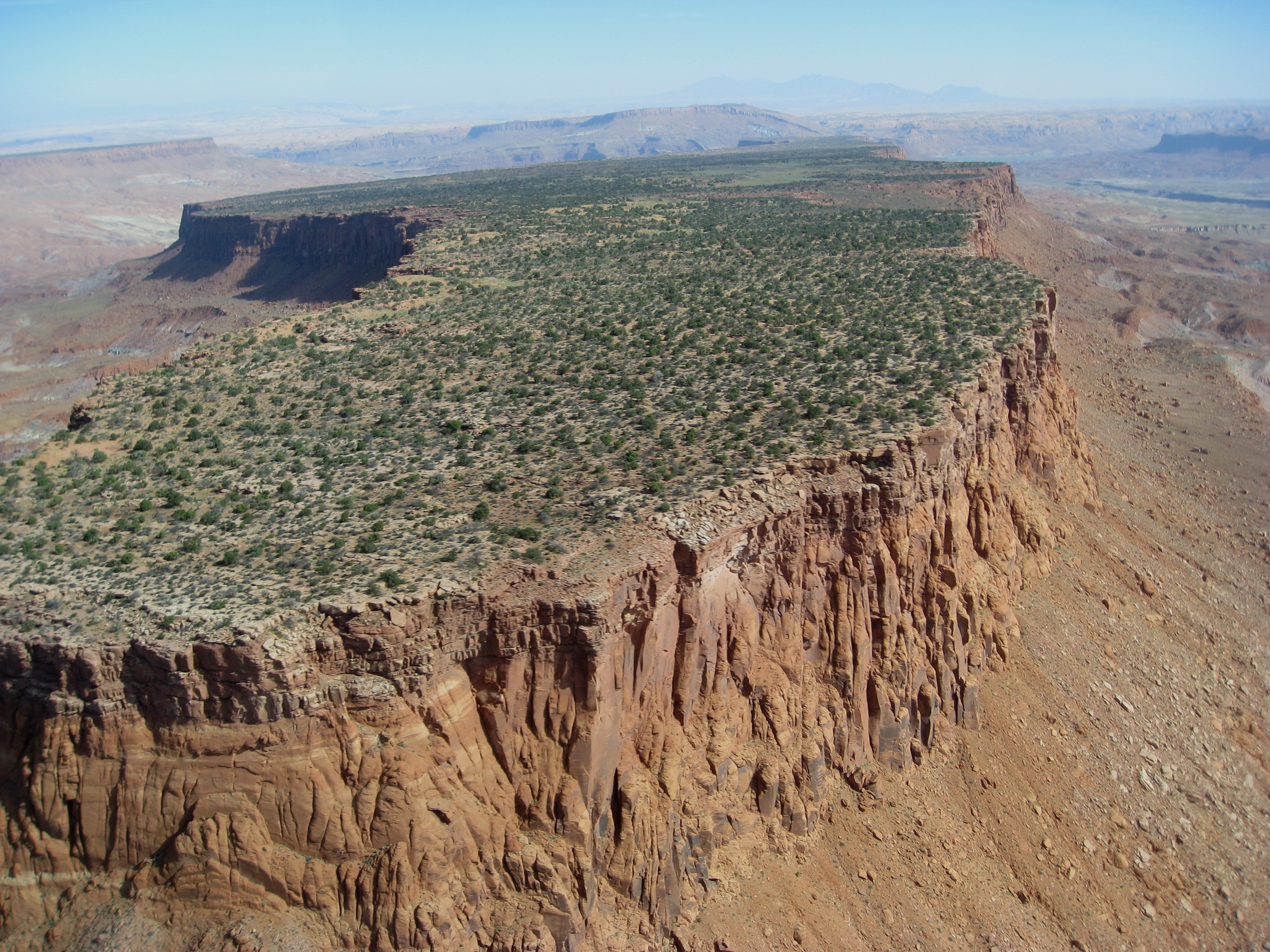
コロラド高原モニュメント・バレーの空撮
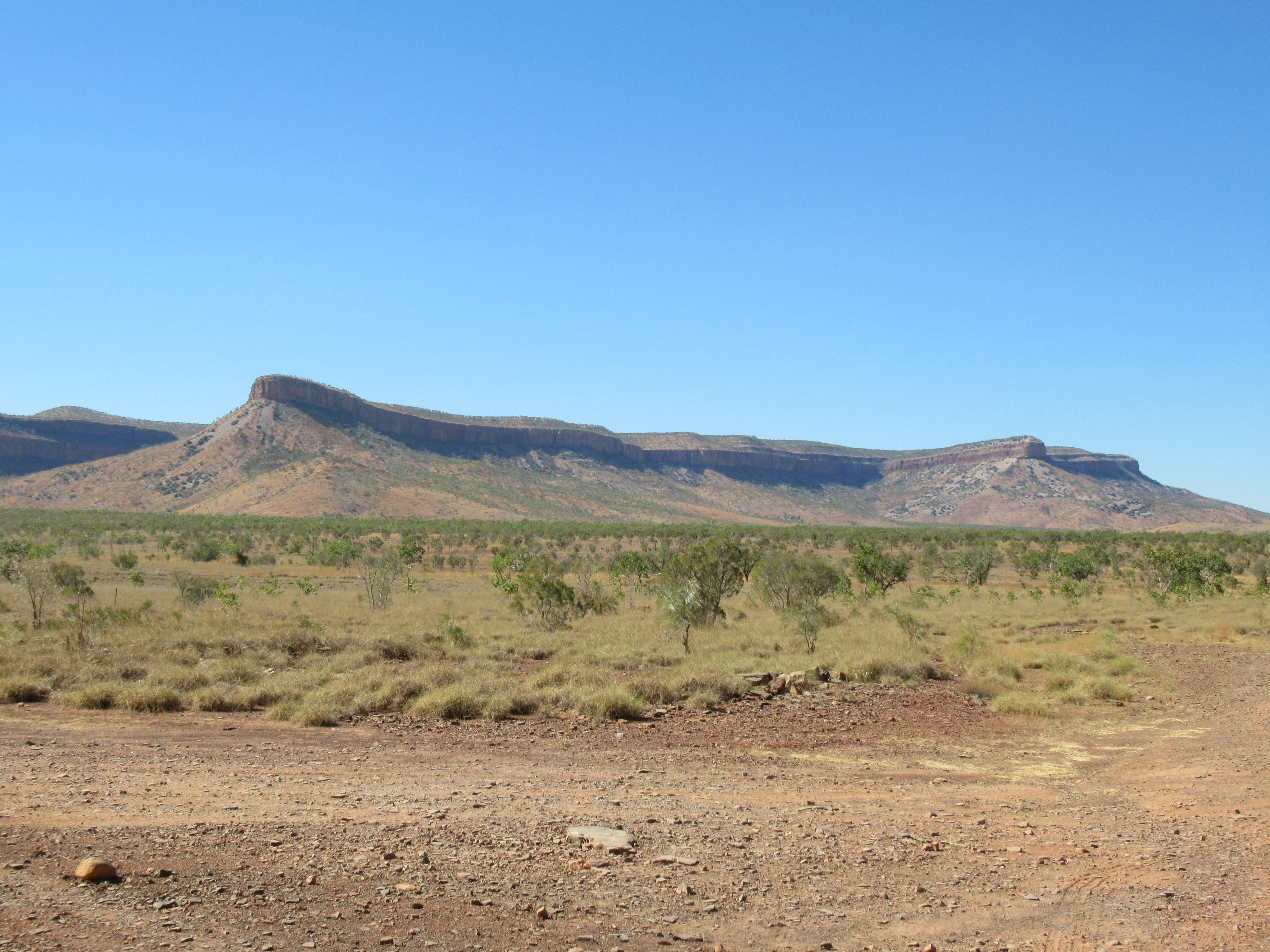
豪、キンバリー地域、コックバーン山脈
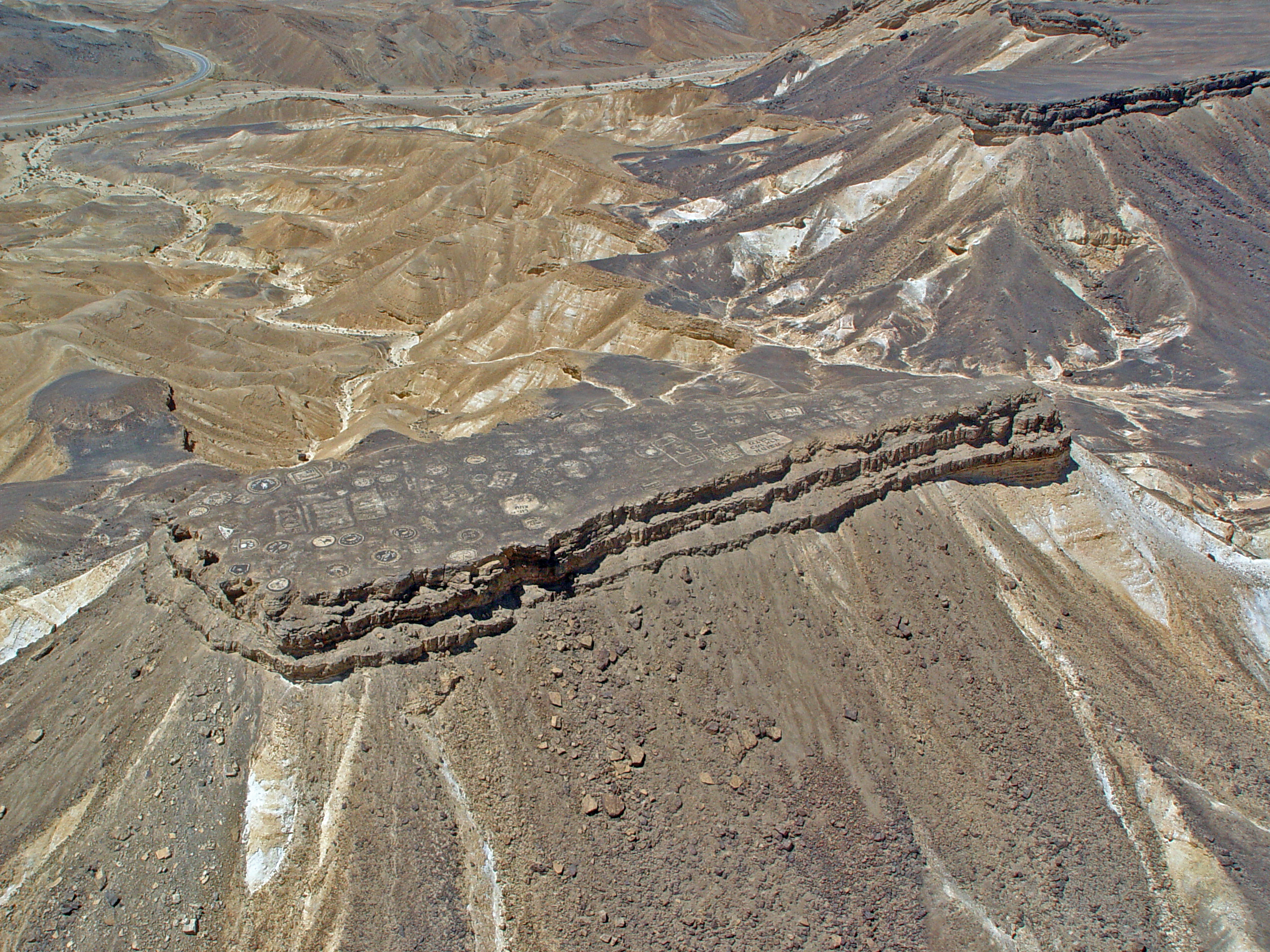
イスラエル、マクテシュ・ラモン

## 火星
火星には、クレーターの多い高地とクレーターの少ない低地の間に、フレッテッド地形として知られる過渡的な地帯がある。より新しい低地では、険しい壁のメサと隆起が見られる。メサと隆起は平坦な低地によって隔てられている。これらは、氷による地上または大気からの物質崩壊の連鎖によって形成されたと考えられている。メサと隆起は、高地の断崖から離れるにつれて小さくなる。メサの地形は、崖からの距離によって、2 キロメートルから100 メートルまでの幅がある。

## その他
- エッチング等で断面を台形の形に整形したトランジスタのことを、「メサ型トランジスタ」と呼ぶ。